# Stowting
Stowting är en ort och civil parish i grevskapet Kent i sydöstra England. Orten ligger i distriktet Folkestone and Hythe, cirka 11 kilometer öster om Ashford och cirka 12 kilometer nordväst om Folkestone. Civil parishen hade 230 invånare vid folkräkningen år 2021.